# Њуман (Илиноис)
Њуман (енгл. Newman) град је у америчкој савезној држави Илиноис. По попису становништва из 2010. у њему је живело 865 становника.

## Демографија
Према попису становништва из 2010. у граду је живело 865 становника, што је 91 (9,5%) становника мање него 2000. године.
| Група             | 2000.       | 2010.       |
| Белци             | 945 (98,8%) | 854 (98,7%) |
| Афроамериканци    | 7 (0,7%)    | 2 (0,2%)    |
| Азијати           | 0 (0,0%)    | 1 (0,1%)    |
| Хиспаноамериканци | 1 (0,1%)    | 5 (0,6%)    |
| Укупно            | 956         | 865         |